# Koněpruské jeskyně
Koněpruské jeskyně se nalézají uvnitř návrší Zlatý kůň nad obcí Koněprusy v CHKO Český kras asi 5 km jižně od okresního města Beroun a asi 4 km jihovýchodně od města Králův Dvůr. Jsou chráněny jako kulturní památka ČR.
Koněpruské jeskyně jsou nejdelší jeskynní systém v Čechách. Jedná se o rozsáhlý třípatrový jeskynní systém budovaný v devonských vápencích s výškovým rozdílem mezi jednotlivými patry asi 70 m. Nejdříve bylo objeveno v roce 1950 střední patro jeskyní, a to zcela náhodou, při odstřelu v místním lomu. Koněpruské jeskyně byly z větší části zpřístupněny v roce 1959.
Rozlohou nejmenší je horní patro a nejrozsáhlejší je střední patro. Spodní, nezpřístupněné patro leží v hloubce asi 70 m pod povrchem a má charakter chodbovitého systému. Bylo vytvořeno dešťovou vodou, která do něj proniká komíny a puklinami a postupně rozpouští vápencovou horninu, čímž dává vzniku krasu a krasových jevů. Zvláštností jsou zde tzv. Koněpruské růžice, které obsahují opál.
V systému Koněpruských jeskyní bylo nalezeno velké množství zvířecích kostí z doby před 600 000 – 13 000 lety a také lidské kosti patřící druhu Homo sapiens sapiens staré asi 45 000 let. Někdy v letech 1469–1472 byla v horním patře v činnosti penězokazecká dílna, ve které se padělaly mince.

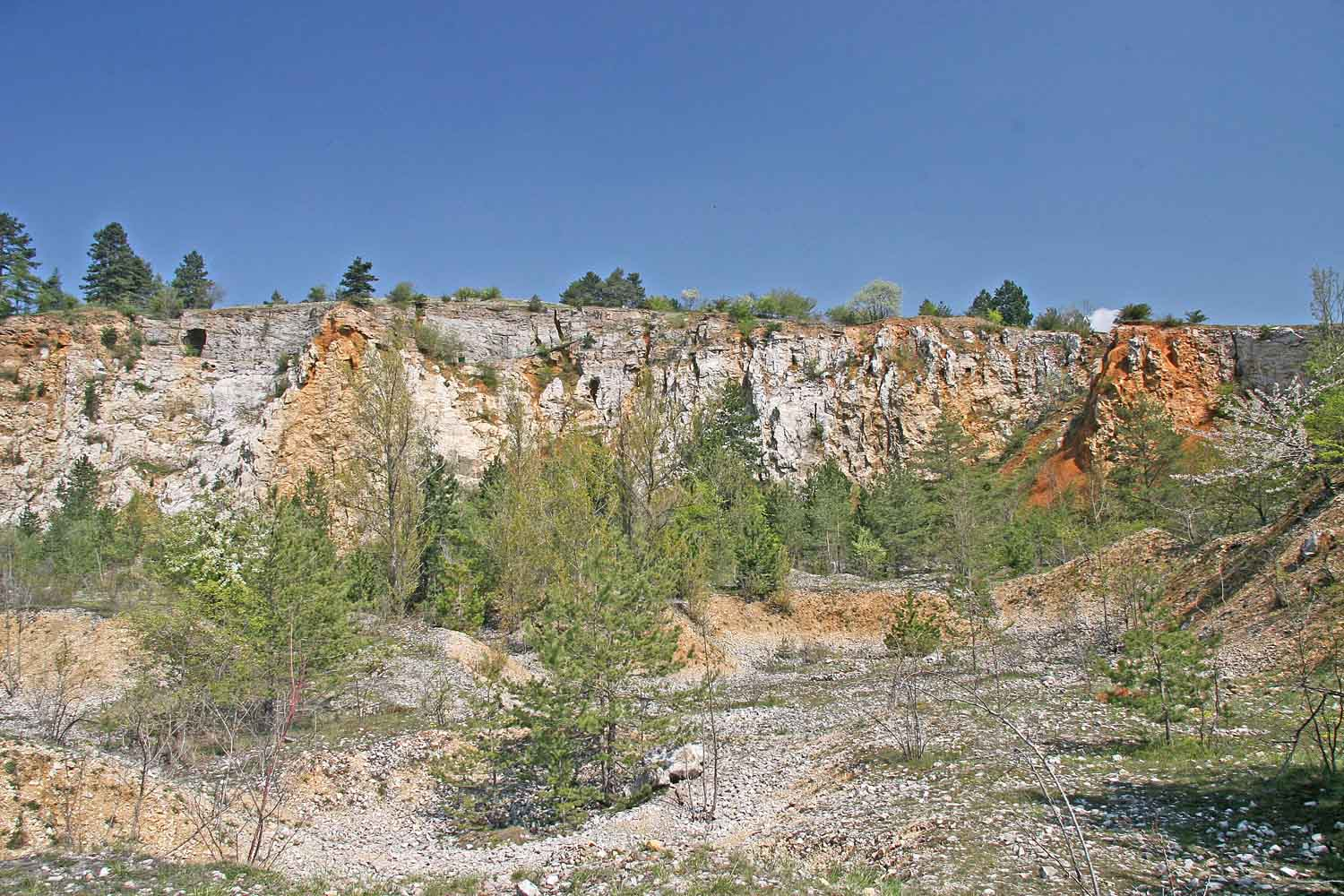
Lomová stěna s vchodem do Koněpruských jeskyní

Vchod do jeskyní se nachází asi 50 m nade dnem bývalého Houbova lomu a vstupuje se jím do středního patra jeskyní. Po vstupu se prochází Spallanzaniho jeskyní, jeskyní u Varhan, kde stalaktity vydávají různé tóny a Kuklovým dómem. Návštěvníci projdou kolem Letošníkovy propasti (byla tak pojmenována po Vlastimilu Letošníkovi, který se v ní během výzkumů po objevu jeskyně zřítil z výšky 12 metrů a zlomil si nohu) hluboké 27 m, navštíví Staré chodby a dojdou do Proškova dómu, který je nejkrásnější jeskynní prostorou se sintrovým jezírkem a Koněpruskými růžicemi. Dále následuje Pustý dóm s kopiemi některých kosterních nálezů zvířat a několika kosterních pozůstatků pravěké ženy a Petrův dóm se vstupem do Petrbokovy jeskyně pojmenované po speleologovi J. Petrbokovi. Právě v Petrbokově jeskyni byla v únoru 2007 objevena nová jeskyně, v níž byly navíc objeveny kosterní pozůstatky jeskynního medvěda, starého 800 tisíc let. Prohlídka končí stoupáním po točitém schodišti do svrchního patra jeskyní - Mincovny, odkud se vychází ven.

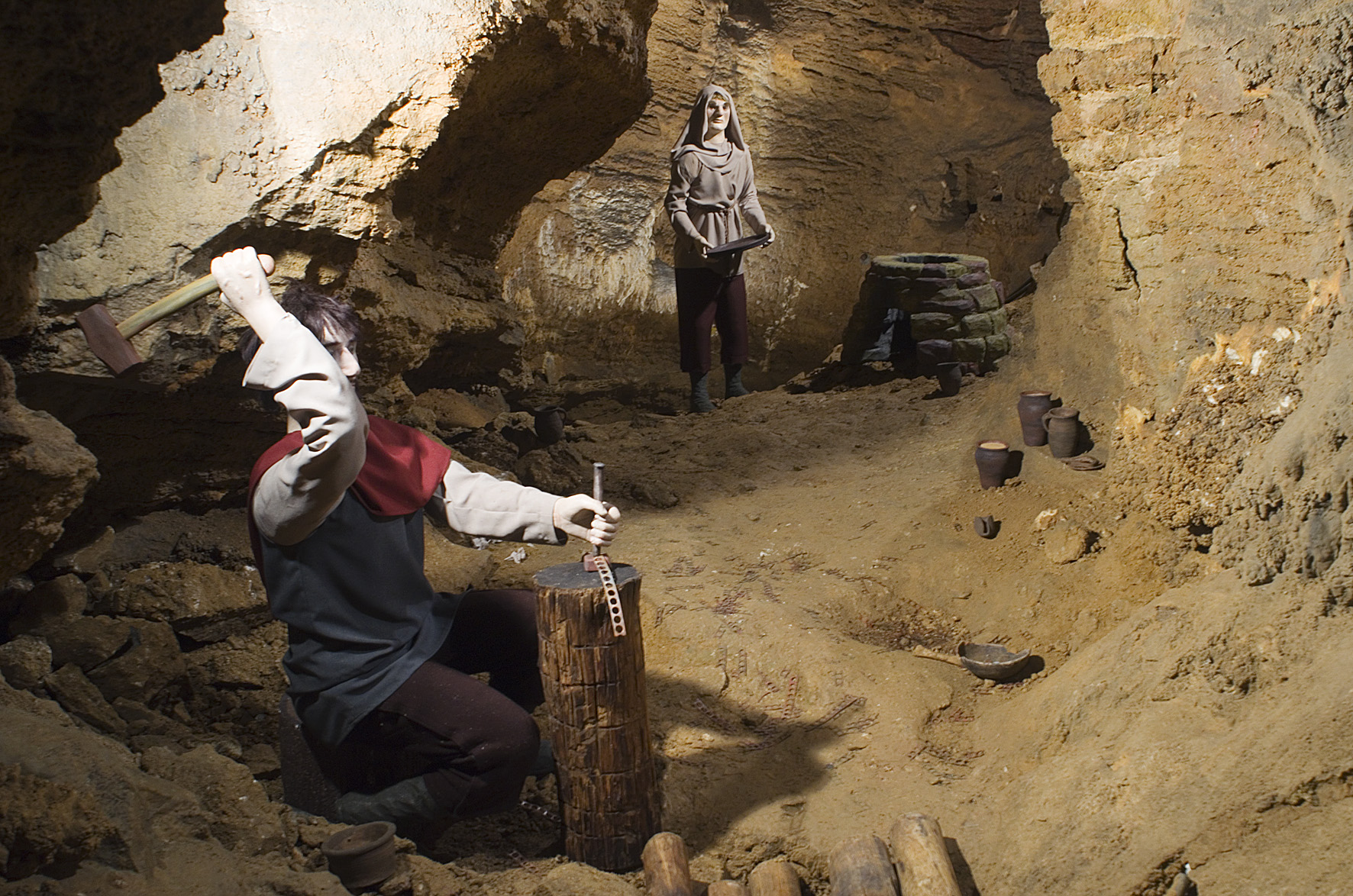
Rekonstrukce penězokazecké dílny v Koněpruských jeskyní

Koněpruské jeskyně mají mimořádný význam pro poznání geologického vývoje středních Čech v období čtvrtohor.
Koněpruské jeskyně provozuje Správa jeskyní České republiky, jsou přístupné od 1. dubna do 31. října. Délka prohlídkové trasy je 620 metrů. Některé jeskynní prostory jsou velké, proto se vstupu nemusí obávat ani lidé trpící klaustrofobií (pozor však na poměrně úzké spojovací chodby, tunely a štoly mezi některými prostorami). V jeskyni je velký počet schodů (celkem 530, včetně točitého schodiště s více než 80 schody), vstup se proto nedoporučuje lidem ve špatném zdravotním stavu. Dále se vstup nedoporučuje dětem do 3 let věku.